# Barricade (single)
"Barricade" é uma canção da banda rock americana Interpol. Foi lançada como segundo single do álbum homônimo, sucedendo "Lights", em 3 de agosto de 2010. A música alcançou a posição 39 na parada de músicas alternativas da Billboard.

## Videoclipe
Em 28 de agosto, o videoclipe foi lançado na página oficial da banda no Facebook. Foi filmado no campo de aviação Floyd Bennett, no Brooklyn, e dirigido por Moh Azima. O vídeo consiste em Daniel Kessler e Sam Fogarino tocando em frente a espelhos, enquanto Paul Banks canta em frente a um projetor.

## Paradas musicais
| Parada (2010)                                  | Melhor posição |
| ---------------------------------------------- | -------------- |
| Bélgica (Ultratip Bubbling Under de Flandres)  | 22             |
| Bélgica (Ultratip Bubbling Under da Valônia)   | 31             |
| Mexico Ingles Airplay (Billboard)              | 13             |
| Estados Unidos (Billboard Alternative Airplay) | 39             |